# Matthew Taylor (football)
Matthew Taylor né le 27 novembre 1981 à Oxford en Angleterre est un footballeur anglais désormais retraité. 
Il évoluait au poste d'ailier gauche ou d'arrière gauche avant de devenir entraîneur. Il est principalement connu pour avoir joué à Portsmouth et aux Bolton Wanderers.

## Biographie

### Carrière en club
Lors de la saison 2006-2007, il marque contre Everton un but de 42 mètres, exploit déjà réalisé lors de la saison 2005-2006 contre Sunderland, de 39 mètres.
En janvier 2008, il s'engage avec Bolton pour trois ans et demi car le temps de jeu qui lui était alloué ne lui convenait plus à Portsmouth. À l'issue de son contrat, durant l'été 2011, il signe avec West Ham.
Le 1er août 2016, il s'engage avec Northampton Town.
Le 22 août 2017, il rejoint Swindon Town.
A l'issue de la saison 2018-2019, il annonce sa retraite. 

### En tant qu'entraîneur
Le 8 juillet 2019, Matthew Taylor devient l'entraîneur de l'équipe U18 de Tottenham.
Le 20 mai 2021, Taylor est nommé entraîneur principal du Walsall, qui évolue alors en League Two (quatrième division anglaise). Il est démis de ses fonctions en février 2022.
Il signe au club du Shrewsbury Town FC fin juin 2023.

## Palmarès
- Portsmouth
  - Vainqueur de la League One : 2003
- Burnley
  - Champion de la Football League Championship (2e division): 2016